# Matthew Quintal

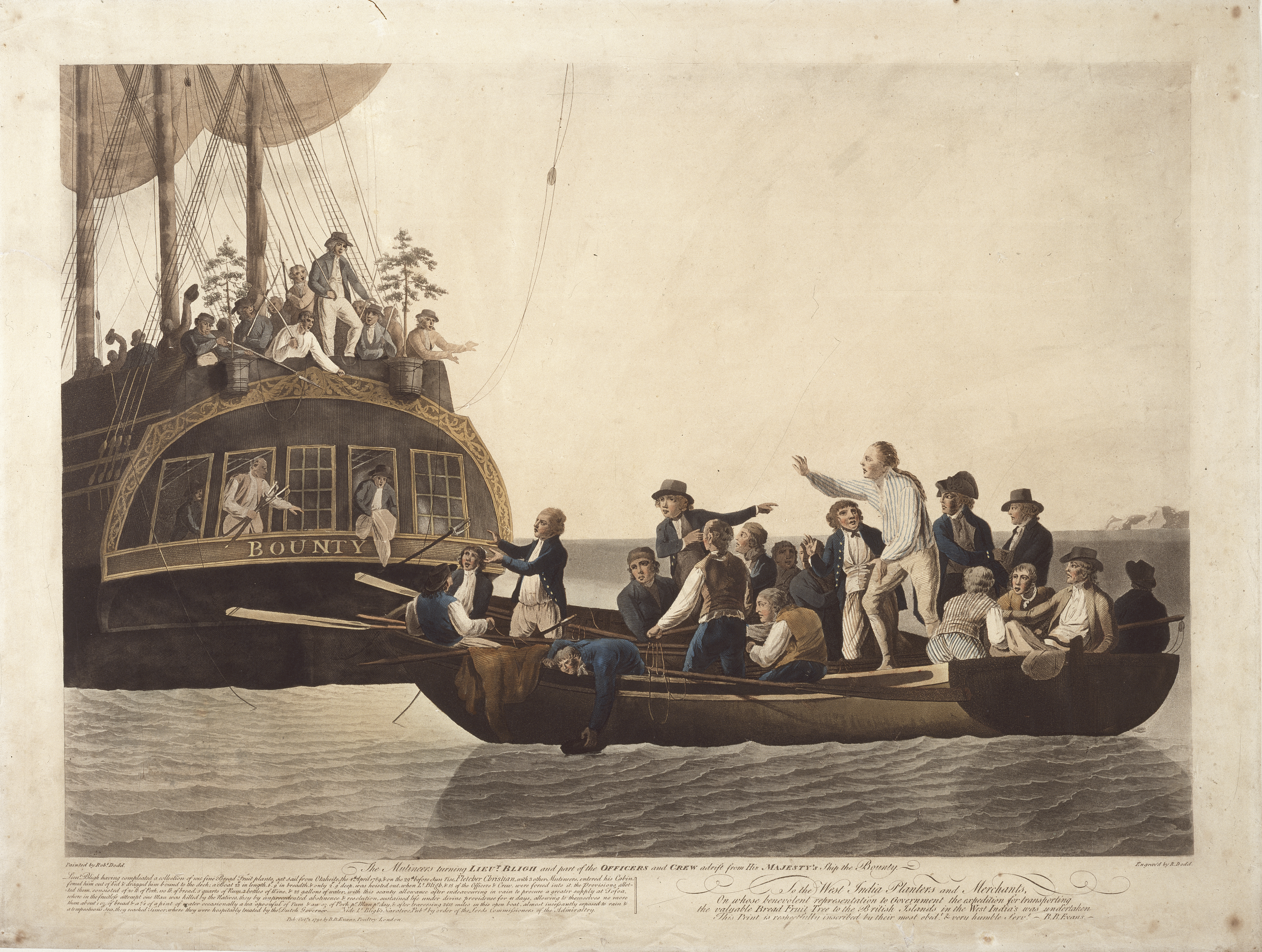
Vzbouřenci vysazují kapitána lodi a část posádky (ilustrace z roku 1790)

Matthew Quintal (*3. března 1766, Padstow, Anglie – 1799, Pitcairnův ostrov) byl anglický námořník a účastník slavné vzpoury na HMAV Bounty. Společně s vůdcem vzpoury Fletcherem Christianem odplul na Pitcairnův ostrov. Přežil na ostrově vzpouru tahitských společníků vzbouřenců, ale poté propadl alkoholu a byl zabit ostatními vzbouřenci Nedem Youngem a Johnem Adamsem.

## Služba na Bounty
Narodil se 3. března 1766 v Padstow v Cornwallu; jméno Quintal je pravděpodobně zkomolenina cornského Quintrell. Matka Sarah Leverton mu v dětství zemřela a on strávil dva roky u svého strýce a několik dalších let v Plymouthu s otcem. Tři roky poté sloužil na korvetě Nymphas se svým strýcem a po jeho smrti pracoval na válečné lodi HMS Triumph jako kapitánův sluha.
Bylo mu 21 let, když byl převelen na HMAV Bounty z HMS Triumph společně se svým přítelem Williamem McCoyem. Velitel Bounty, poručík William Bligh, Quintala později popsal:
MATTHEW QUINTAL. námořník, věk 21 let, 5 stop a 5 palců vysoký, světlé pleti, světle hnědých vlasů, silné postavy; silně tetovaný na zádech a několika dalších místech.
Matthew Quintal byl násilnické povahy a na palubě Bounty patřil k potížistům; 10. března 1788 se stal prvním členem posádky, který byl zbičován 24 ranami z popudu prvního důstojníka Johna Fryera. William Bligh napsal do lodního deníku:
„Až do dnešního odpoledne jsem doufal, že se mi podaří uskutečnit celou plavbu, aniž bych musil někoho potrestat, avšak shledávám nezbytným potrestat Matthewa Quintala dvěma tucty ran důtkami za zpupnost a pohrdání.“
Na příjezdu Tahiti navázal pevný vztah, s dívkou jménem jménem Tevaura; její jméno znamená „duše“, Quintal jí dal po své matce anglickou přezdívku Sarah.

## Vzpoura a život na Pitcairnu
Vzpoury proti veliteli lodi, poručíku Blighovi se Matthew Quintal ochotně účastnil; společně s Williamem McCoye a desátníkem Charlesem Churchillem tvořil Quintal jádro vzbouřenců. Quintalova bouřlivá povaha brzy zapříčinila i konflikt s vůdcem vzpoury Fletcherem Christianem na ostrově Tubuai, kde se vzbouřenci nejprve a neúspěšně pokusili usadit.
Matthew Quintal i jeho tahitská manželka Tevaura patřili společně s osmi dalšími Brity a 18 Polynésany mezi posádku Bounty, která 15. ledna 1790 zakotvila u Pitcairnova ostrova. Bounty byla odstrojena a vzbouřenci začali diskutovat, co s ní, protože mohla být z moře viditelná a přilákat pozornost k ostrovu. Quintal patřil k největším zastáncům jejího potopení a 23. ledna, zatímco se vzbouřenci ještě nedohodli, založil na palubě oheň a loď potopil.
Na ostrově patřil Quintal mezi hlavní utiskovatele Polynésanů; když se 20. září 1793 tahitští muži vzbouřili a začali zabíjet evropské vzbouřence. Quintal a McCoy se před hněvem tahitských mužů zachránili útěkem do hor, kde se 11 dnů skrývali. Poté se vrátili zpět do osady a jednoho z Tahiťanů, Manariiho, se jim podařilo skolit. 20. září 1793 (Massacre Day) přežili kromě McCoye a Quintala ještě John Adams a Ned Young. Ti poté převzali v kolonii vedoucí úlohu, zatímco Quintal s McCoyem propadli alkoholu. Matthew Quintal také týral svou ženu Tevaruu, která poté v roce 1799 spáchala sebevraždu. Později v roce 1799 byl Nedem Youngem a Johnem Adamsem zabit, neboť opilý hrozil osadníkům smrtí, či podle jiné verze usiloval o život dětem Fletchera Christiana.

## Rodina

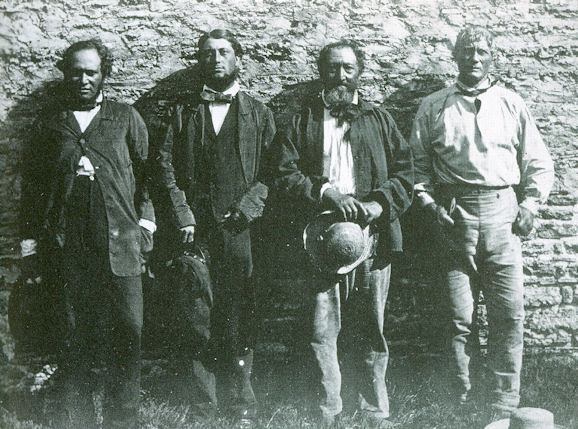
Potomci vzbouřenců Matthewa Quintala a Johna Adamse (fotografie z roku 1861 z ostrova Norfolk)

Matthew Quintal měl na ostrově dvě manželky, Tevaruu (Sarah) a později Terauru, jež byla předtím s Nedem Youngem. Quintal měl s nimi dohromady šest dětí:
Tevarua
- Matthew Quintal (1791–1814)
- John Quintal (1792–1792; zemřel po sedmi dnech[3])
- Jane Quintal (*1795)
- Arthur Quintal (6. května 1795–19. listopadu 1873)
- Sarah Quintal (1797–27. listopadu 1851)

Teraura
- Edward Quintal (1800–8. září 1841; pohrobek)

3. května 1856 všichni Pitcairňané opustili Pitcairnův ostrov a usadili se na ostrově Norfolk, který jim dala královna Viktorie. Na přelomu let 1857 a 1858 se 16 osadníků vrátilo zpět na Pitcairn a v roce 1864 dalších 24; potomci Matthewa Quintala mezi nimi nebyli a tak na Pitcairnu žádní Quintalové nejsou, všichni žijí dodnes na Norfolku, či Novém Zélandu. Mezi Quintalovy potomky patřil i Malcolm Champion (1883–1939), první novozélandský olympijský zlatý medailista (Letní olympijské hry 1912 ve Stockholmu).